# ماريان إدواردز
ماريان إدواردز (بالإنجليزية: Marianne Edwards)‏ هي ممثلة أمريكية، ولدت في 9 ديسمبر 1930 في لوس أنجلوس في الولايات المتحدة، وتوفيت في 8 نوفمبر 2013.

## وصلات خارجية
- ماريان إدواردز على موقع IMDb (الإنجليزية)
- ماريان إدواردز على موقع قاعدة بيانات الفيلم (الإنجليزية)